# Urodinâmica
Urodinâmica ou estudo urodinâmico é um exame fundamental para o diagnóstico do mal funcionamento da bexiga e da uretra/próstata, tanto em homens quanto em mulheres.
Trata-se de um exame que é realizado no consultório médico, sob a supervisão do urologista e de uma técnica em enfermagem. Nesse exame são passadas finas sondas no canal urinário (que geralmente é um procedimento indolor) sob anestesia local. Através dessas sondas será realizado o enchimento da bexiga com soro e a medição das pressões dentro da bexiga. Poderá ser passado também uma fina sonda retal para a medição da pressão intra-abdominal. Esse procedimento auxilia bastante o urologista a entender e diagnosticar doenças como incontinência urinária, obstrução pela próstata, fraqueza da bexiga e mal funcionamento da bexiga devido a doenças neurológicas, diabetes etc.